# MIM-23 Hawk

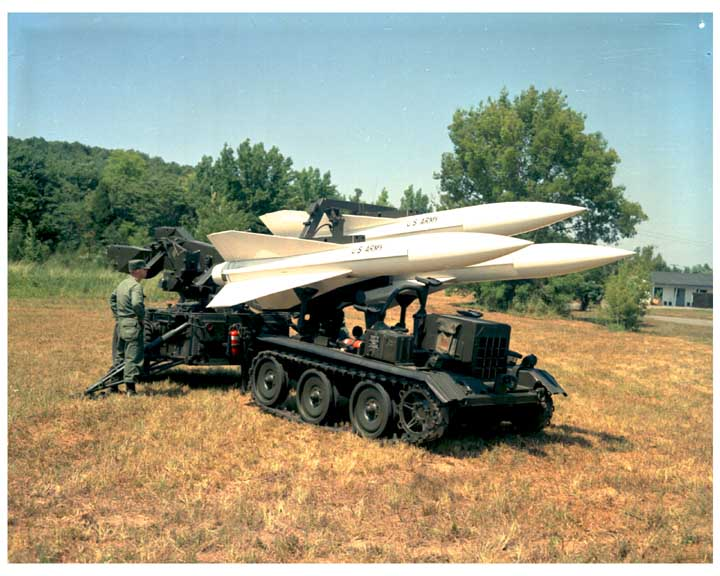
Um sistema Hawk sendo recarregado

O MIM-23 Hawk é um sistema de míssil superfície-ar de médio alcance fabricado pela Raytheon para as Forças Armadas dos Estados Unidos. Ele foi inicialmente projetado para destruir aviões, e posteriormente adaptado para destruir outros mísseis em voo.
O Hawk entrou em serviço em 1960, e um extenso programa de atualizações impediu que ele se tornasse obsoleto. Ele foi suplantado pelo MIM-104 Patriot no Exército dos Estados Unidos em 1994, saindo de serviço em 2002, sendo substituído pelo FIM-92 Stinger, extremamente portátil. Ele foi produzido também, na Europa, no Japão e no Irã.
Apesar de os Estados Unidos nunca terem empregado o Hawk em combate, ele foi usado muitas vezes por outras nações. Aproximadamente 40 000 mísseis desse tipo foram produzidos. O Jane's Information Group publicou em relatórios que a probabilidade de morte por disparo do sistema original era de 0,56; já o sistema I-Wawk melhorou essa taxa para 0,85.
Os mísseis do sistema Hawk usavam um motor de empuxo dual, ou seja, com uma fase inicial de impulsão e uma segunda fase de sustentação. O MIM-23A usava o motor M22E8 que queimava durante 25 a 32 segundos. Já o MIM-23B e posteriores, usavam o motor M112, com uma fase de impulsão de 5 segundos e uma fase de sustentação de cerca de 21 segundos ambas mais potentes que as de seu predecessor.
Sistemas soviéticos similares são: S-125 Neva/Pechora e 2K12 Kub.